# Graduation
Graduation ist das dritte Studioalbum des US-amerikanischen Rappers Kanye West. Es wurde am 10. September 2007 veröffentlicht. Der Titel setzt die College-bezogene Titelwahl der Vorgängerwerke The College Dropout und Late Registration fort. Graduation wurde bis heute mit 7× Platin ausgezeichnet. Bei den Grammy Awards gewann das Album in drei Kategorien, unter anderem in Best Rap Album. West ist damit neben Eminem der einzige Rapper, der in dieser Kategorie dreimal gewinnen konnte. Das Cover sowie das Musikvideo zu „Good Morning“ wurde von dem japanischen Künstler Takashi Murakami gestaltet.

## Hintergrund

### Vorfeld
Im Juni 2007 verlegte Kanye West die Veröffentlichung des Albums vom 19. August auf den 11. September, womit es am selben Tag wie 50 Cents Curtis erschien. Die dadurch angeheizte Rivalität ließ die Rapper immer gewagtere Statements machen. So gab 50 Cent schließlich bekannt, er wolle seine Karriere beenden, sollte sich Curtis in der ersten Woche nicht besser als Graduation verkaufen. Kritiker gaben zu bedenken, dass die gesamte Rivalität nur ein PR-Gag sei, was später auch von beiden Künstlern bestätigt wurde. Trotzdem ging die Marketingstrategie auf und beide Alben verkauften sich sehr gut. Weltweit konnte West den Wettstreit für sich entscheiden, wobei dies besonders auf den Erfolg im stärksten Markt, den der USA, zurückzuführen ist. 50 Cent konnte sich dagegen in Europa durchsetzen. Im Nachhinein gaben beide Rapper zu, dass die Rivalität größtenteils eine Marketingstrategie war.

### Inhalt und Stil
West wollte ein Album schaffen, das sich gut in großen Stadien und Konzerthallen aufführen lässt. Sein Job sei es, 250 Tage im Jahr auf der Bühne zu stehen. Er wolle sich diesen Job leichter machen.
Inhaltlich soll das Album eine Zeitaufnahme des Jahres 2007 sein. Wenn jemand eine Zeitreise ins Jahr 2007 unternehmen wolle, solle er Graduation einlegen. Bemerkbar ist dies an diversen Verweisen auf tatsächliche Ereignisse wie zum Beispiel den Drogenskandal von Kate Moss in Stronger oder die Dopingaffäre Barry Bonds im gleichnamigen Titel.

## Titelliste
1. Good Morning
2. Champion
3. Stronger* (feat Daft Punk)
4. I Wonder
5. Good Life (feat. T-Pain)*
6. Can’t Tell Me Nothing*
7. Barry Bonds (feat. Lil Wayne)
8. Drunk and Hot Girls (feat. Mos Def)
9. Flashing Lights (feat. Dwele)*
10. Everything I Am
11. The Glory
12. Homecoming (feat. Chris Martin)*
13. Big Brother (feat. Al be Back & Mos Def)

- Singles

Als Bonus-Tracks wurden veröffentlicht:
- Good Night (iTunes/Australien/Japan/UK)
- Bittersweet Poetry (Australian/iTunes/Japan pre-order bonus track) (feat. John Mayer)
- Can’t Tell me Nothing (Remix) (feat. Young Jeezy)

## Samples und Features
Good Morning verwendet Samples aus Someone Saved My Life Tonight von Elton John und einer A-cappella-Version von Jay-Zs The Ruler’s Back. Bei Champion kommen Teile aus Steely Dans Kid Charlemagne zum Einsatz, bei Stronger wird Harder, Better, Faster, Stronger von Daft Punk, bei I Wonder Labi Siffres My Song, bei Good Life Teile von Michael Jacksons P.Y.T. (Pretty Young Thing) und bei Can’t Tell Me Nothing Young Jeezys I Got Money gesamplet. T-Pain, Lil Wayne, Mos Def, Dwele, Chris Martin und Al Be Back haben Features auf dem Album.

## Rezeption

### Erfolg
Graduation verkaufte sich in der ersten Woche 957.000 mal in den USA. Es schien, als wäre dies das höchste Ergebnis 2007, bis Lil Waynes Album Tha Carter III die Charts stürmte und Graduation knapp übertrumpfte. Weltweit konnte sich Graduation in der ersten Woche 1.153.000 Mal verkaufen.
Am 15. Januar 2008 wurde das Album von der RIAA mit Doppelplatin ausgezeichnet.
In Deutschland stieg Graduation in der 39. Kalenderwoche des Jahres 2007 auf Platz 10 der Album-Charts ein. Insgesamt konnte sich der Tonträger fünf Wochen in der Liste der 100 meistverkauften Alben halten.

### Kritiken
Graduation wurde von den Kritikern größtenteils positiv bewertet. Das Rolling Stone Magazin schrieb: „… Dies ist ein Album, das man zuerst mag und später liebt“. Insgesamt wurde eher Wests Talent als Songwriter und Produzent gelobt als seine Fähigkeiten als Interpret.

## Kommerzieller Erfolg

### Chartplatzierungen

#### Album
| ChartsChartplatzierungen       | Höchstplatzierung | Wochen |
| ------------------------------ | ----------------- | ------ |
| Deutschland (GfK)              | 10 (… Wo.)        | …      |
| Österreich (Ö3)                | 26 (70 Wo.)       | 70     |
| Schweiz (IFPI)                 | 3 (17 Wo.)        | 17     |
| Vereinigte Staaten (Billboard) | 1 (… Wo.)         | …      |
| Vereinigtes Königreich (OCC)   | 1 (62 Wo.)        | 62     |

| ChartsJahrescharts (2007)      | Platzierung |
| ------------------------------ | ----------- |
| Schweiz (IFPI)                 | 93          |
| Vereinigte Staaten (Billboard) | 12          |
| Vereinigtes Königreich (OCC)   | 59          |

| ChartsJahrescharts (2008)      | Platzierung |
| ------------------------------ | ----------- |
| Vereinigte Staaten (Billboard) | 79          |

| ChartsJahrescharts (2016)      | Platzierung |
| ------------------------------ | ----------- |
| Vereinigte Staaten (Billboard) | 157         |

| ChartsJahrescharts (2021)      | Platzierung |
| ------------------------------ | ----------- |
| Vereinigte Staaten (Billboard) | 130         |

| ChartsJahrescharts (2022)      | Platzierung |
| ------------------------------ | ----------- |
| Vereinigte Staaten (Billboard) | 67          |

| ChartsJahrescharts (2023)      | Platzierung |
| ------------------------------ | ----------- |
| Schweiz (IFPI)                 | 66          |
| Vereinigte Staaten (Billboard) | 58          |
| Vereinigtes Königreich (OCC)   | 54          |

| ChartsJahrescharts (2024)      | Platzierung |
| ------------------------------ | ----------- |
| Österreich (Ö3)                | 58          |
| Schweiz (IFPI)                 | 19          |
| Vereinigte Staaten (Billboard) | 59          |
| Vereinigtes Königreich (OCC)   | 50          |

#### Singles
| Jahr | Titel                 | Höchstplatzierung, Gesamtwochen, AuszeichnungChartplatzierungen (Jahr, Titel, , Platzierungen, Wochen, Auszeichnungen, Anmerkungen) | Höchstplatzierung, Gesamtwochen, AuszeichnungChartplatzierungen (Jahr, Titel, , Platzierungen, Wochen, Auszeichnungen, Anmerkungen) | Höchstplatzierung, Gesamtwochen, AuszeichnungChartplatzierungen (Jahr, Titel, , Platzierungen, Wochen, Auszeichnungen, Anmerkungen) | Höchstplatzierung, Gesamtwochen, AuszeichnungChartplatzierungen (Jahr, Titel, , Platzierungen, Wochen, Auszeichnungen, Anmerkungen) | Höchstplatzierung, Gesamtwochen, AuszeichnungChartplatzierungen (Jahr, Titel, , Platzierungen, Wochen, Auszeichnungen, Anmerkungen) | Höchstplatzierung, Gesamtwochen, AuszeichnungChartplatzierungen (Jahr, Titel, , Platzierungen, Wochen, Auszeichnungen, Anmerkungen) | Anmerkungen                                                                      |
| Jahr | Titel                 | DE | AT | CH | UK | US | R&B | Anmerkungen                                                                      |
| ---- | --------------------- | --- | --- | --- | --- | --- | --- | -------------------------------------------------------------------------------- |
| 2007 | Can’t Tell Me Nothing | DE— GoldDE | — | — | UK— PlatinUK | US41 ×4Vierfachplatin · (19 Wo.)US                                                                                                  | R&B20 (25 Wo.)R&B | Erstveröffentlichung: 15. Mai 2007 Verkäufe: 4.840.000                           |
| 2007 | Stronger              | DE17 ×5Fünffachgold · (18 Wo.)DE | AT22 (22 Wo.)AT | CH18 (31 Wo.)CH | UK1 ×3Dreifachplatin · (39 Wo.)UK                                                                                                   | US1 Diamant + Platin (Mastertone) · (27 Wo.)US                                                                                      | R&B30 (20 Wo.)R&B | Erstveröffentlichung: 31. Juli 2007 Verkäufe: + 14.699.500                       |
| 2007 | Good Life             | DE78 (5 Wo.)DE | — | — | UK23 Platin · (21 Wo.)UK | US7 ×3Dreifachplatin + Platin (Mastertone) · (21 Wo.)US                                                                             | R&B3 (32 Wo.)R&B | Erstveröffentlichung: 2. Oktober 2007 feat. T-Pain; Verkäufe: + 4.645.000        |
| 2007 | Flashing Lights       | — | — | — | UK29 Platin · (15 Wo.)UK | US29 ×6Sechsfachplatin · (15 Wo.)US                                                                                                 | R&B12 (27 Wo.)R&B | Erstveröffentlichung: 12. November 2007 feat. Dwele; Verkäufe: + 6.770.000       |
| 2008 | Homecoming            | DE17 Gold · (20 Wo.)DE | AT27 (12 Wo.)AT | CH38 (13 Wo.)CH | UK9 Platin · (22 Wo.)UK | US69 ×3Dreifachplatin · (7 Wo.)US                                                                                                   | R&B53 (7 Wo.)R&B | Erstveröffentlichung: 18. Februar 2008 feat. Chris Martin; Verkäufe: + 3.875.000 |

### Auszeichnungen für Musikverkäufe
| Land/Region                  | Auszeichnungen für Musikverkäufe (Land/Region, Auszeichnung, Verkäufe) | Verkäufe  |
| ---------------------------- | ---------------------------------------------------------------------- | --------- |
| Australien (ARIA)            | 3× Platin                                                              | 210.000   |
| Dänemark (IFPI)              | 4× Platin                                                              | 80.000    |
| Deutschland (BVMI)           | Gold                                                                   | 100.000   |
| Irland (IRMA)                | Platin                                                                 | 15.000    |
| Island (IFPI)                | Gold                                                                   | 2.500     |
| Italien (FIMI)               | Platin                                                                 | 50.000    |
| Kanada (MC)                  | 2× Platin                                                              | 200.000   |
| Neuseeland (RMNZ)            | 5× Platin                                                              | 75.000    |
| Russland (NFPF)              | Gold                                                                   | 10.000    |
| Schweiz (IFPI)               | Gold                                                                   | 15.000    |
| Vereinigte Staaten (RIAA)    | 7× Platin                                                              | 7.000.000 |
| Vereinigtes Königreich (BPI) | 3× Platin                                                              | 900.000   |
| Insgesamt                    | 4× Gold · 26× Platin ·                                                 | 8.657.500 |

Hauptartikel: Kanye West/Auszeichnungen für Musikverkäufe